# Länsbiblioteket Västernorrland
Länsbiblioteket Västernorrland drivs av Landstinget Västernorrland och fungerar som en resurs för länets bibliotek. 1991 bildades Länsbiblioteket Västernorrland och tog över efter Härnösands stadsbibliotek som varit centralbibliotek för Västernorrlands län.  Länsbiblioteket är sedan 2000 beläget i Sambiblioteket, Härnösand.
Länsbibliotekarier har varit:
- Ulla Drehmer 1991–2000
- Roland Tiger 2000–2013
- Susanne Hägglund 2013–2014